# Elecciones locales en Andes (Antioquia) de 1992
Las Elecciones locales en Andes de 1992, se llevaron a cabo el 8 de marzo de 1992 en el municipio de Andes (Antioquia), donde fueron elegidos los siguientes cargos para un periodo de cuatro años contados a partir del 1° de junio de 1992:
- Alcalde de Andes (Antioquia)
- Gobernador de Antioquia.
- 13 miembros del Concejo municipal de Andes.
- 26 Diputados de la Asamblea de Antioquia.

## Candidatos al Concejo Municipal
Para el Concejo Municipal de Andes, se eligen 13 concejales, quienes representan a los votantes tanto del centro urbano como los 5 corregimientos de Andes. En total se presentaron 13 listas al concejo municipal, donde cada una de ellas logró elegir a la cabeza de lista:
|  | 26,98 % |

|  | 8,30 % |

|  | 6,51 % |

|  | 6,23 % |

|  | 5,80 % |

|  | 5,45 % |

|  | 5,12 % |

|  | 5,05 % |

|  | 4,49 % |

|  | 3,57 % |